# メトロ・ド・レシフェ

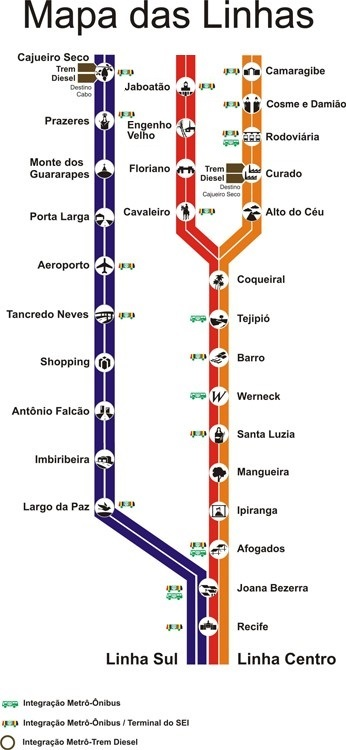
路線図

メトロ・ド・レシフェ（ポルトガル語: Metrô do Recife）は、ブラジルの都市レシフェの都市鉄道である。地下区間は無い。

## 概要
1985年3月11日に開通した。CBUTにより都市高速鉄道が2路線、VLT do Recifeというライトレール路線が1路線運行されている。

## 路線
| 路線名        | 種類         | 開業年 | 距離    | 駅数 | 区間                                         |
| ------------- | ------------ | ------ | ------- | ---- | -------------------------------------------- |
| Centro        | 都市鉄道     | 1985年 | 25.2 km | 19   | Recife - Camaragibe/Jaboatão                 |
| Linha Sul     | 都市鉄道     | 2005年 | 14.3 km | 12   | Recife - Cajueiro Seco                       |
| VLT do Recife | ライトレール | 2012年 | 31.5 km | 8    | Cabo - Cajueiro Seco・Cajueiro Seco - Curado |

### 都市鉄道
Linha Centro線のRecife ↔ Camaragibe間が1985年3月11日に既存の郊外鉄道路線を使用して開通した。さらにJaboatãoまでの分岐線の区間が1987年8月29日に開業しRecife ↔ Jaboatão間の運行も開始された。2005年2月28日にはLinha Sul線が開通し、Recife ↔ Cajueiro Seco間で運行開始。途中、レシフェ/グアララペス・ジルベルト・フレイレ国際空港を通過し空港連絡鉄道となっている。

### ライトレール
VLT do Recifeというライトレール路線が既存の鉄道路線を利用して2012年に開通。メトロ・ド・レシフェと同じCBUTによる運営である。2路線、総延長31.5 km、10駅が設置されている。狭軌のメーターゲージでディーゼル車両による運行である。Cabo - Cajueiro Seco間とCajueiro Seco - Curado間の2区間の運行となっている。

## 車両
800系

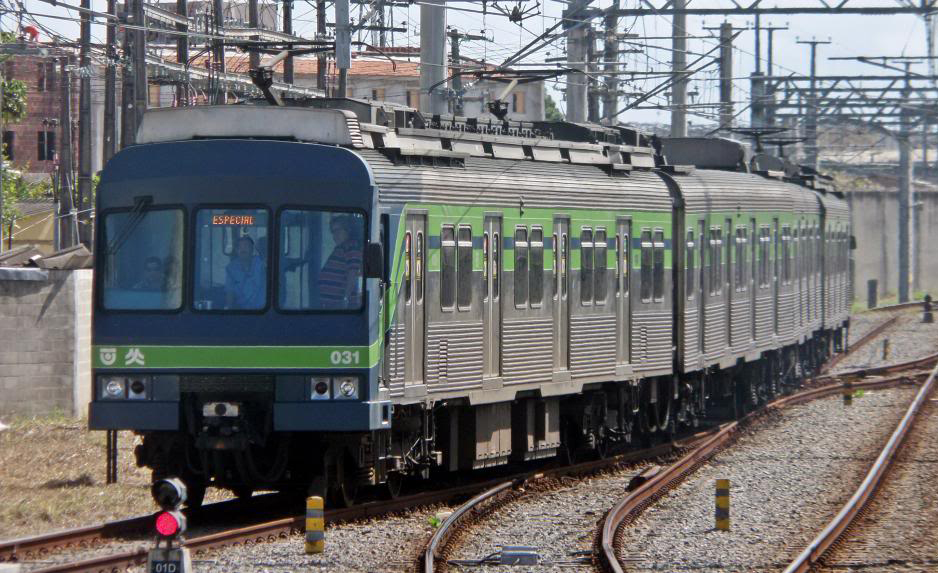
800系電車

電車は運転室を有する動力つきの先頭車2両の間に、付随車2両が挟まれた4両編成で、車体はステンレス鋼で造られており、座席はガラス繊維強化ポリエステル樹脂でできている。ドアは1両につき片側に4組あり、客室の換気装置は2段階に切り替え可能で、1時間に160回換気できる能力を持つ。1985年から1999年にかけて製作された。

## ギャラリー

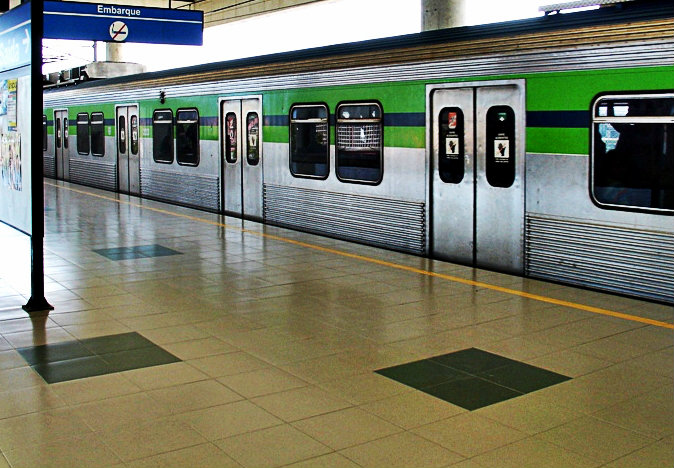
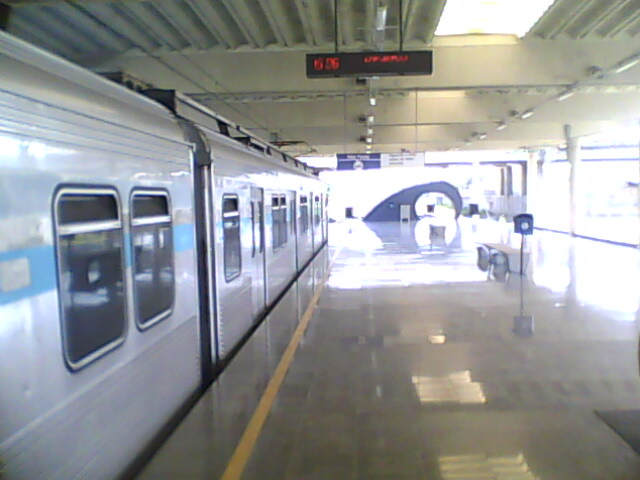
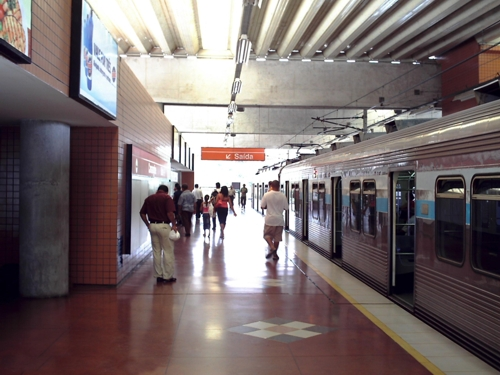
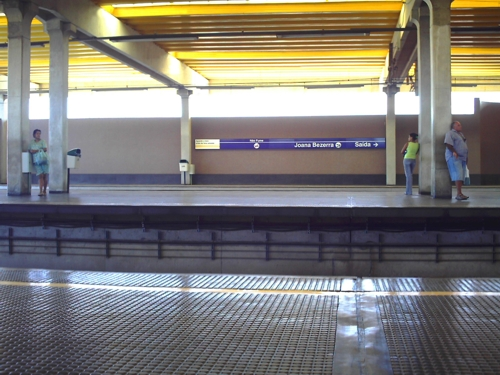
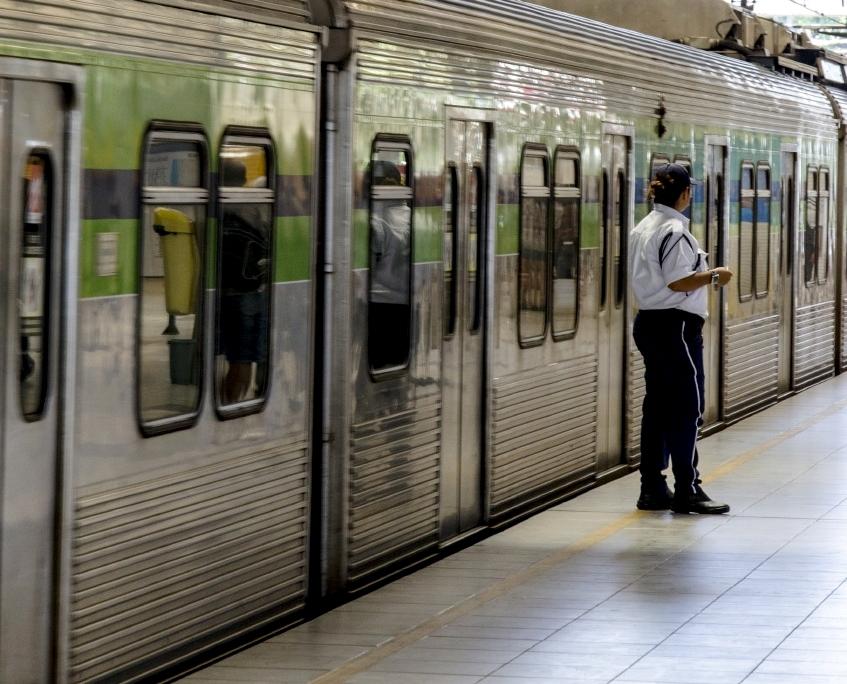